# Tati Maldonado
Francisco José Maldonado Collantes (San Fernando, Cádiz, España, 2 de junio de 1981), conocido como Tati Maldonado, es un exfutbolista español que jugaba como delantero.

## Trayectoria
Se formó como jugador en las categorías inferiores del Real Betis Balompié, equipo con el que debutó en Primera División el 8 de febrero de 2003 durante un encuentro contra el Real Madrid C. F. disputado en el estadio Santiago Bernabéu. En la temporada 2004-05 fue traspasado a la A. D. Ceuta, con una opción de recompra por parte de la entidad verdiblanca, llegando a jugar treinta y cuatro partidos en los que logró anotar siete goles. Además, tras finalizar en el tercer puesto del grupo 4 de la Segunda División B, el Ceuta se clasificó para disputar la promoción de ascenso a Segunda División, aunque cayeron eliminados ante el Hércules C. F. en la primera eliminatoria.
En el verano de 2005, el Betis decidió recuperarlo pero terminó recalando en las filas del Lorca Deportiva C. F. en una operación de características similares a la que le había llevado al conjunto ceutí. A pesar de contar con pocas oportunidades durante la primera vuelta, en la que sólo fue titular en una ocasión, finalizó la temporada 2005-06 con trece tantos y el Lorca consiguió una quinta plaza en la categoría de plata, quedándose a cinco puntos de los puestos de ascenso a Primera División. En marzo de 2006, el presidente del Betis, Manuel Ruiz de Lopera, confirmó que iba a ejercer la opción de compra que existía en el contrato firmado de cara a la siguiente campaña.
Tras un año sin demasiadas oportunidades en el equipo verdiblanco, donde participó en quince encuentros de la temporada 2006-07, fue cedido al Club Gimnàstic de Tarragona para disputar la campaña 2007-08 de nuevo en Segunda División. Una vez concluido el periodo de préstamo, se desvinculó del Betis para fichar por el Real Sporting de Gijón. Allí militó dos temporadas en la máxima categoría, aunque no tuvo demasiada participación, con un total de treinta y cinco partidos disputados en los que anotó dos goles. En agosto de 2010, rescindió su contrato con el Sporting y se incorporó a las filas del F. C. Cartagena, pero una lesión de rodilla impidió que debutara con el conjunto albinegro hasta marzo de 2011.
En el mercado de invierno de la temporada 2011-12, debido a que no entraba en los planes del técnico Carlos Ríos, abandonó el Cartagena para firmar con el Xerez C. D. hasta el final de la campaña. Su rendimiento durante este periodo —cuatro tantos en catorce partidos— motivó que la entidad jerezana renovara su contrato por un año más.
Tras un paso por el Chania F. C. griego durante los últimos meses de 2013, el 4 de agosto de 2014 se confirmó su incorporación al San Fernando C. D. de la Tercera División. Después del ascenso a Segunda División B en la campaña 2015-16 causó baja en el club isleño.

## Clubes
| Club                        | País   | Año       |
| --------------------------- | ------ | --------- |
| Real Betis Balompié "B"     | España | 1999-2004 |
| A. D. Ceuta                 | España | 2004-2005 |
| Lorca Deportiva C. F.       | España | 2005-2006 |
| Real Betis Balompié         | España | 2006-2007 |
| Club Gimnàstic de Tarragona | España | 2007-2008 |
| Real Sporting de Gijón      | España | 2008-2010 |
| F. C. Cartagena             | España | 2010-2012 |
| Xerez C. D.                 | España | 2012-2013 |
| Chania F. C.                | Grecia | 2013      |
| San Fernando C. D.          | España | 2014-2016 |